# Hidrovía Tocantins-Araguaia

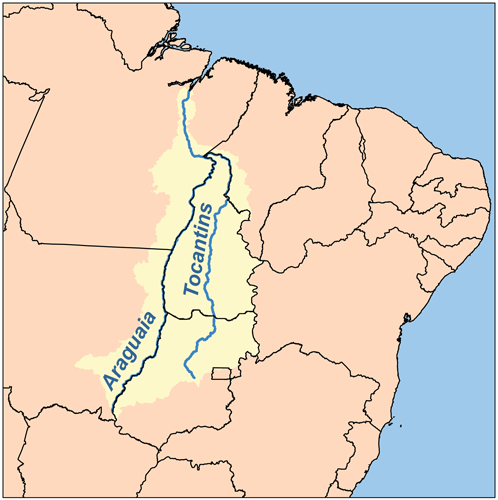
Localización de la Cuenca Araguaia – Tocantins.

La hidrovía del Tocantins-Araguaia es la principal hidrovía y uno de los principales troncos viarios del pasillo Centro-Norte brasileño. Se sustenta principalmente en la navegación en los ríos Tocantins y Araguaia, no siendo sin embargo navegables en todos sus afluentes debido a limitación del calado de los ríos y a los rápidos en todo su recorrido. Es una hidrovía que transporta cargas por una región de planalto en el sentido norte-sur.
Perteneciente al pasillo Centro-Norte, la hidrovía del Tocantins-Araguaia se divide en cuatro tramos:
- el primero, desde la pequeña ciudad de Peixe (11180 hab. en 2013) hasta la ciudad de Marabá (271594 hab. en 2017), con 1021 km de longitud,
- el segundo, desde Marabá a la hoz del Tocantins, con 494 km,
- el tercero desde la pequeña localidad de Baliza (3714 hab. en 2010) hasta Conceição do Araguaia (46571 hab. en 2017), que presenta un inmenso potencial para el fluir de la producción de grano de los estados de Mato Grosso, Goiás, Pará y Tocantins,
- y el cuarto tramo, muy limitado debido los grandes rápidos del Araguaia, que va desde Conceição do Araguaia a la hoz del Araguaia, en el propio río Tocantins.[2][3]

## Historia
El proyecto de la hidrovía data de finales de la década de 1960, habiendo sido retomado a partir de los años 1980, con el objetivo de implantar la navegación comercial en la cuenca del Tocantins-Araguaia, en tramos ya navegables durante buena parte del año.
La hidrovía Tocantins-Araguaia forma parte de un proyecto mayor que pretende ofrecer flexibilidad a la navegación en el interior de Brasil, al promover la integración entre las cuencas del Paraguay, Tocantins y Amazonas, a través de la navegación de los ríos Araguaia, Tocantins, San Francisco, Paraná, Guaporé y Madeira.

## Trazado de la hidrovía
La hidrovía está siendo preparada para ser navegable en los siguientes tramos:
- en el río de las Muertes (afluente de la margen izquierda del Araguaia), desde la ciudad matogrossense de Nueva Xavantina hasta la confluencia de ese río con el Araguaia, con una longitud de 580 km;
- en el río Araguaia, desde la ciudad goiana de Aruanã hasta la ciudad tocantinense de Xambioá, con una extensión de 1230 km;
- en el río Tocantins, desde la ciudad tocantinense de Miracema do Tocantins hasta un puerto a ser construido en el municipio maranhense de Puerto Franco, un poco aguas arriba del municipio, con una extensión aproximada de 440 km.

La embarcación tipo para la cual la hidrovía está siendo preparada es un tren de empuje compuesto de cuatro barcas pesadas y un remolcador. Ese tren tiene 108,00 m de longitud, 16 m de boca (anchura) y calado de 1,5 m a lo sumo en aguas mínimas.
La navegación en el río Tocantins podrá ser llevada hasta la ciudad tocantinense de Peixe, aguas arriba del tramo arriba citado, desde la presa de la Fábrica Hidrelétrica Luiz Eduardo Magalhães, que está siendo construida en Lajeado. Entre las ciudades de Palmas y Miracema del Tocantins, será dotada de eclusas de navegación.
En el río Tocantins, aguas abajo de la Fábrica Hidroeléctrica de Tucuruí, en el estado de Pará, en el tramo que se extiende desde el pie de la citada hidroeléctrica hasta su hoz, en una extensión de 250 km, es navegable por embarcaciones diferentes, de mayor porte.

## Esclusas de Tucuruí
La construcción de las esclusas de Tucuruí surgió de la necesidad de vencer el desnivel de cerca de 75 m, impuesto por la construcción de la presa de la hidrelétrica de Tucuruí y para permitir la navegación desde Belén hasta Marabá. Cuando listas, serán las mayores esclusas del mundo (en desnivel). En aquel tramo del río Tocantins la navegación, para grandes barcos, estaba imposibilitada por la existencia de incontables rápidos.
Las obras del sistema de transposición de desniveles de la UHE Tucuruí tuvieron inicio en 1981 cuando la ejecución fue iniciada por la Eclusa 1, obras esas consideradas obligatorias para permitir el relleno del depósito de la Fábrica Hidrelétrica de Tucuruí. Hasta 1984 las obras tuvieron marcha normal y a partir de este año el ritmo fue disminuyendo hasta la total paralización en 1989. Solamente en 2010 el proyecto fue concluido y fue posible retornar la navegación en el Tocantins.